# Huggies
Huggies es el nombre de una marca de pañales desechables comercializados por la empresa Kimberly-Clark. KC vende varios tipos de pañales, aunque la marca Huggies es utilizada para sus pañales "Premium". También comercializa "Pull-Ups" calzones entrenadores para aprender a ir al baño y "Goodnites", calzones que brindan protección para la noche para niños mayores, además de una línea de calzones desechables para nadar conocidos como "Little Swimmers" .

## Líneas de pañales
Huggies tiene dos líneas de pañales. Una es Huggies Supreme y la otra es Huggies Ultraconfort.
Huggies Supreme
- Recién nacido hasta 4 Kg.
- Talla 1 - 4 - 6 Kg.
- Talla 2 - 5.5 - 8 Kg.
- Talla 3 - 7.5 - 10 Kg.
- Talla 4 - 9.5 - 14 Kg.
- Talla 5 - +12 Kg.

Huggies Ultraconfort
- Recién nacido hasta menos de 4 Kg.
- Talla 1 - 4 - 6 Kg.
- Talla 2 - 5.5 - 8 Kg.
- Talla 3 - 7.5 - 10 Kg.
- Talla 4 - 9.5 - 13 Kg.
- Talla 5 - 12.5 - 14 Kg.
- Talla 6 - +13.5 Kg.

### Otros
- Huggies Pull-Ups: Calzoncitos para aprender a ir al baño.
- Huggies Little Swimmers (en español, 'pequeños nadadores'): Calzoncitos desechables para nadar.
- Huggies Goodnites (en español, 'buenas noches'): Calzones desechables para niños mayores, incluyendo adolescentes, que aún tiene problemas de enuresis durante la noche.

## Eventos
- 1968: Primera prueba de mercado de Huggies.
- 1978: Primera comercialización de Huggies, sustituyendo a Kimbies.
- 1989: Primera comercialización de Huggies Pull-Ups. Al finalizar el año, todos los pañales Huggies eran adaptados al sexo del bebé.
- 1992: Primera comercialización de Huggies Ultratrims, que son más delgados que los anteriores.
- 1993: Primera comercialización de Huggies Supremes, que fueron fabricados para tener un tacto parecido a la tela.
- 1994: Se comercializa Goodnites.
- 1997: Huggies Ultratrim comienza a usar únicamente una cubierta exterior parecida a tela.
- 2000: Este año ya no hacen pañales normales, todos son delgados.
- 2004: La escasez de superabsorbente provoca una disminución de la producción.

## Licencias

### América del Norte
Muchos productos, como los pañales y las toallitas, muestran personajes de la Compañía Walt Disney:
- Pañales y toallitas muestran a Mickey Mouse, Cars, y El Rey León, con Winnie the Pooh en las primeras marcas y Buscando a Nemo en productos especiales.
- Los calzoncitos para aprender muestran a Buzz Lightyear, South Park, Los Simpsons, la NFL y las Princesas Disney (originalmente mostraban a Mickey y a Minnie Mouse).